# Эггерсрит
Эггерсрит (нем. Eggersriet) — коммуна в Швейцарии, в кантоне Санкт-Галлен.
Входит в состав округа Санкт-Галлен. Население составляет 2182 человека (на 31 декабря 2006 года). Официальный код — 3212.

## Фотографии

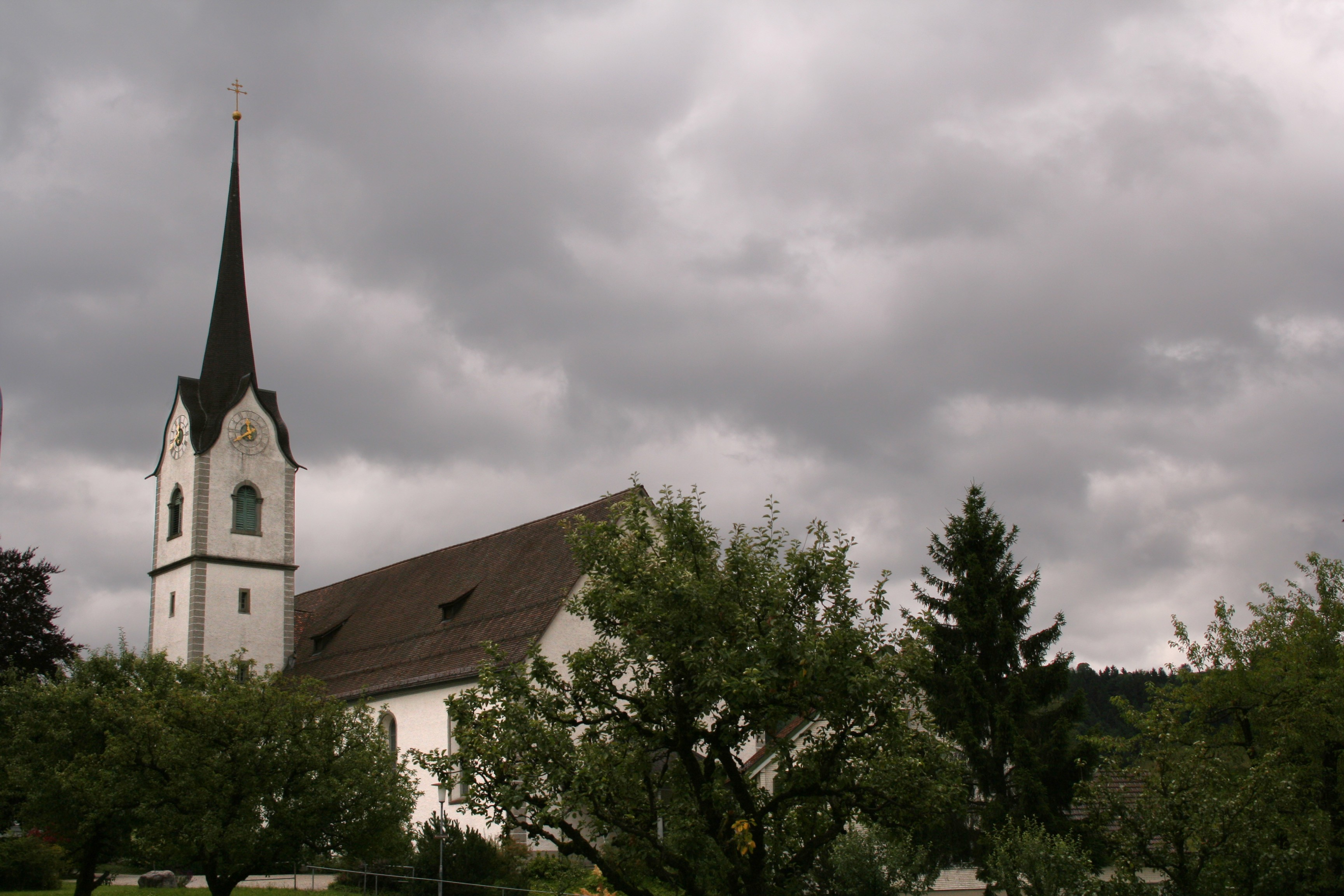
Церковь
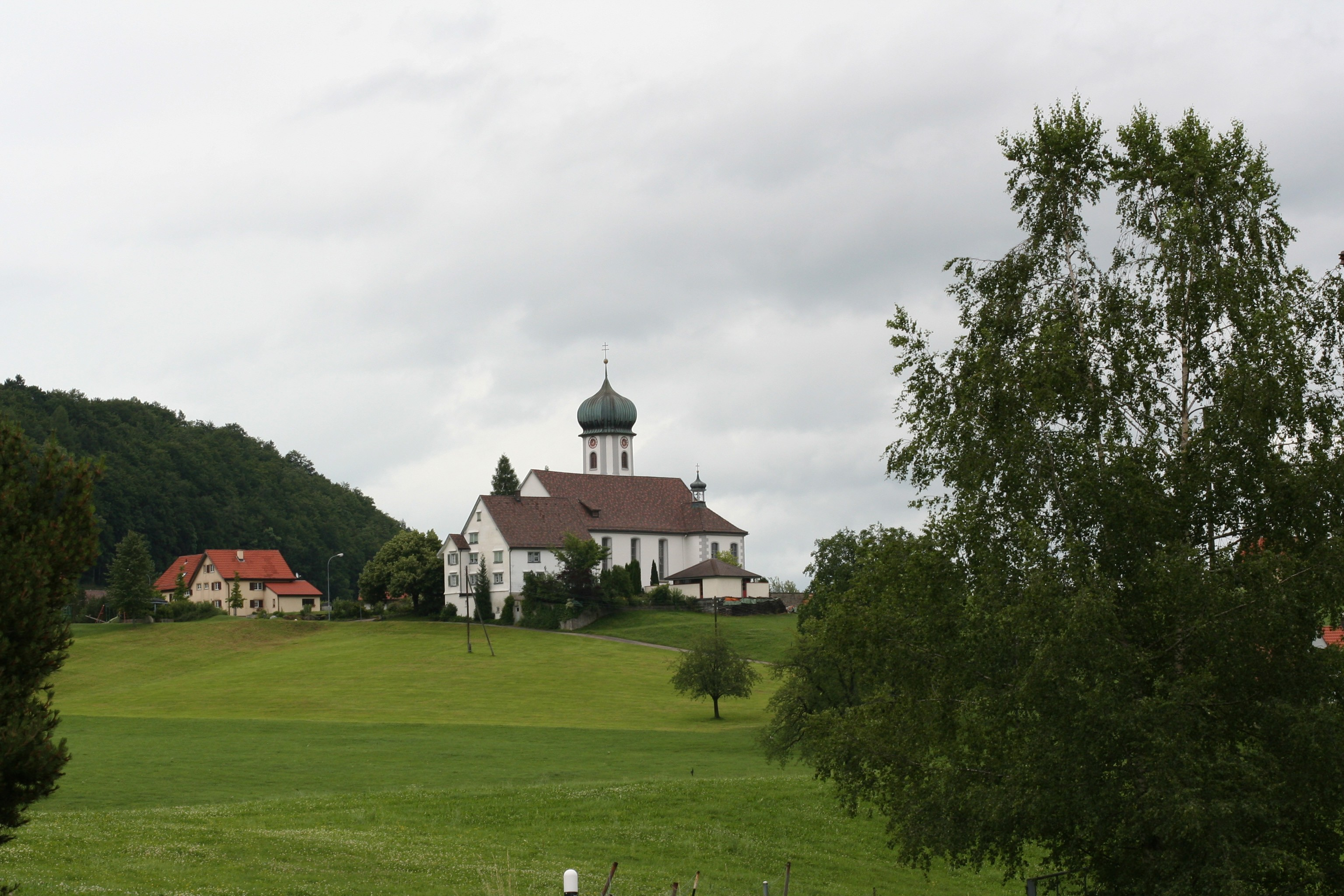
Церковь
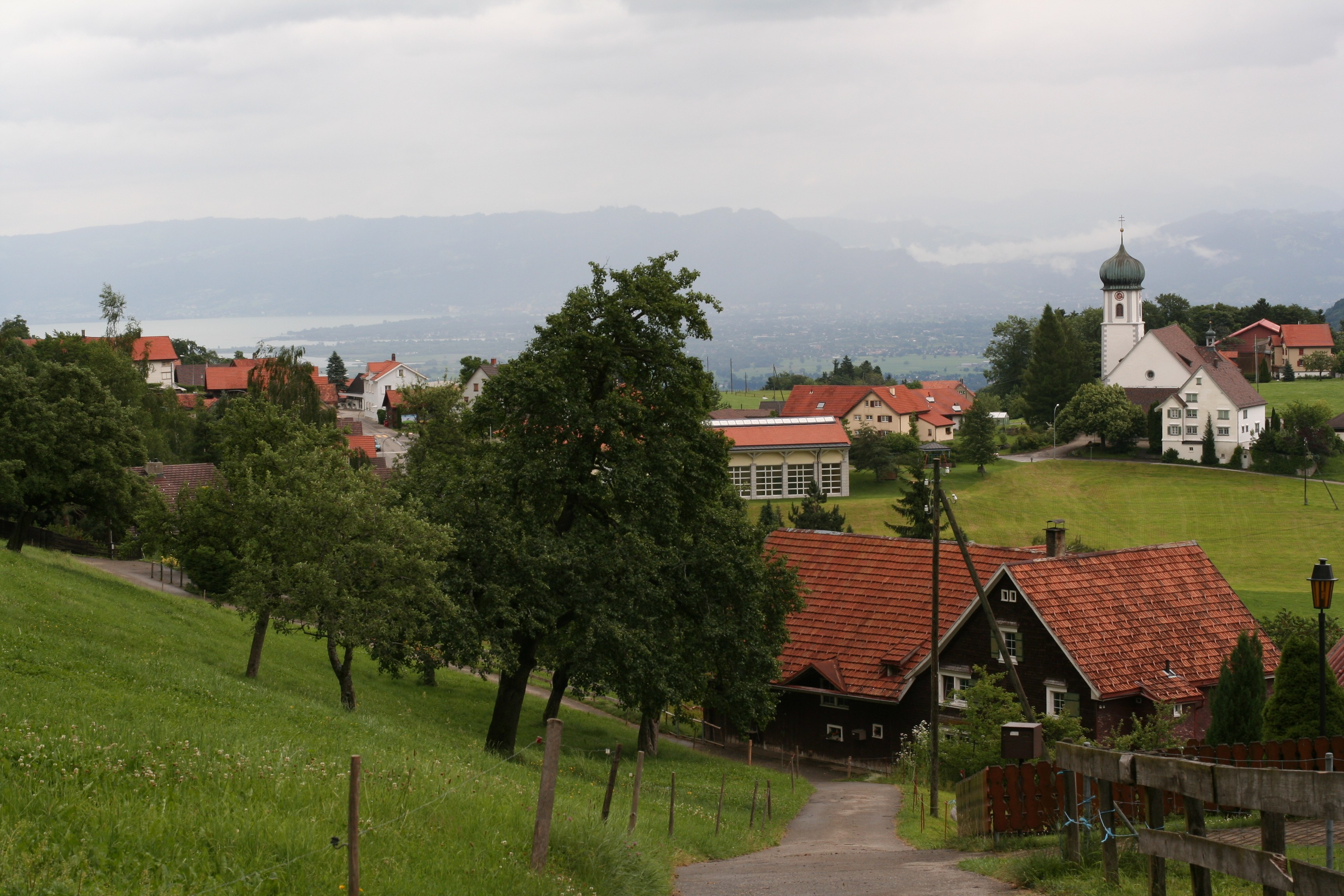